# Parteienvielfalt
Parteienvielfalt, auch Politische Fragmentierung oder Parteienzersplitterung genannt, tritt ein, wenn im Mehrparteiensystem einer parlamentarischen Demokratie vergleichsweise viele politische Parteien in einem Parlament vertreten sind. Der Grund kann eine niedrige oder fehlende Sperrklausel bei einer Verhältniswahl sein. Regierungen werden oft aus Koalitionen von mehren verschiedenen Parteien gebildet. Betroffen von dieser „Parteienvielfalt“ ist in erster Linie die Legislative, das Parlament. Bei einem parlamentarischen Regierungssystem hat sie auch Auswirkungen auf die Exekutive, die Regierung. Die Parteienvielfalt kann durch effektive Parteienzahl gemessen werden.
Splitterpartei ist in diesem Zusammenhang eine – mitunter abwertende – Bezeichnung für eine Kleinpartei. Es fehlt jedoch eine allgemein akzeptierte Definition, ab wann eine Partei eine Splitterpartei ist und ab wie vielen Parteien man von einem zersplitterten Parteiensystem reden kann.

## Deutschland
Die Wurzeln des deutschen Parteiensystems liegen in der Mitte des 19. Jahrhunderts. Schon damals, auch in Mehrheitswahlsystemen, kam es zu einer recht großen Anzahl von Parteien. Im ersten Deutschen Reichstag von 1871 waren mehr als zehn Parteien vertreten.

### Weimarer Republik
In Deutschland wird der Begriff der Parteienzersplitterung eng mit der Weimarer Republik verbunden. Durch das in der Weimarer Verfassung festgelegte Verhältniswahlrecht und das Fehlen einer 5-Prozent-Klausel, wie sie in der Bundesrepublik Deutschland gilt, gelang es vielen kleinen und kleinsten Parteien, in den Reichstag einzuziehen.
Die neuere Forschung zur Weimarer Republik relativiert inzwischen die Bedeutung dieser Parteienzersplitterung für den Untergang der Weimarer Republik. Der Wahlforscher Dieter Nohlen denkt an soziale und wirtschaftliche Faktoren. Zur Parteienzersplitterung habe die Verhältniswahl beigetragen, den „Parteienpartikularismus“ habe es wegen sozialer und weltanschaulicher Trennlinien aber schon im Kaiserreich gegeben. Die Verhältniswahl habe solchen Faktoren Rechnung getragen, aber den Partikularismus nicht verursacht.

### Bundesrepublik Deutschland

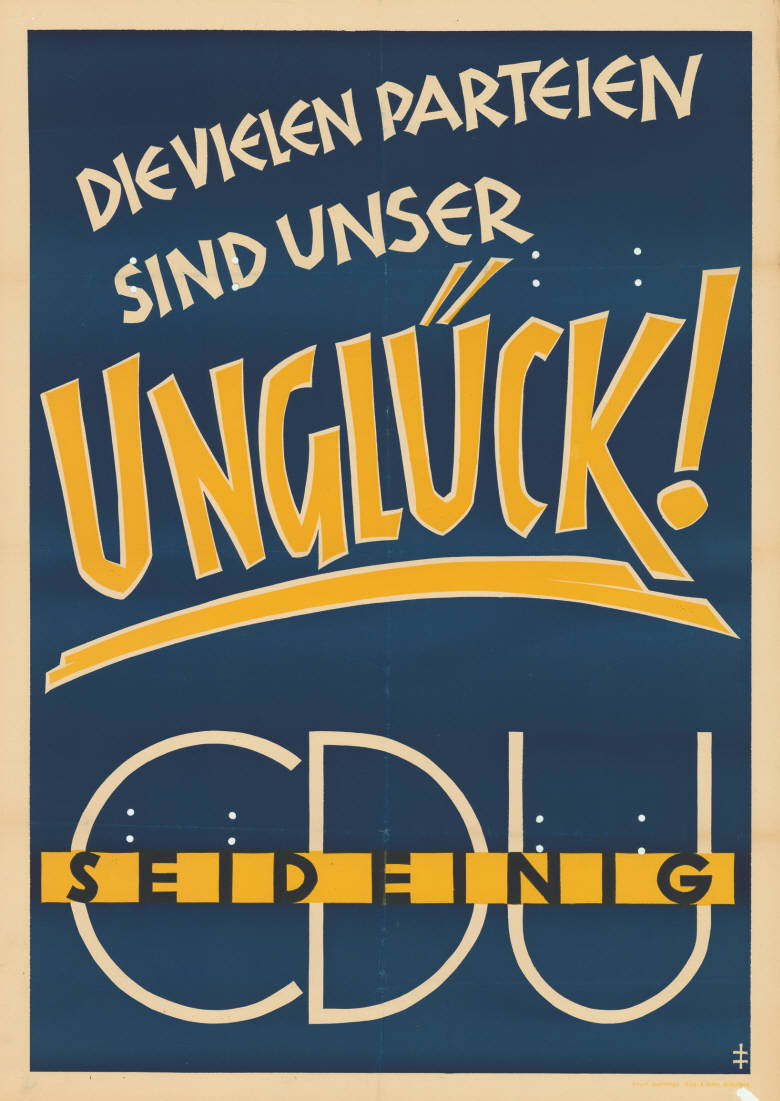
CDU-Plakat gegen die Parteienzersplitterung aus dem nordrhein-westfälischen Landtagswahlkampf 1950

Als eine der Ursachen für das Versagen der anderen bürgerlichen Parteien gegenüber dem Nationalsozialismus wurde nach dem Zweiten Weltkrieg auch die Parteienzersplitterung im bürgerlichen Lager diskutiert. Insbesondere die konfessionelle Spaltung der Parteien wurde als Grund dafür wahrgenommen, dass die demokratischen Parteien rechts von der SPD den Nationalsozialisten nicht wirksam entgegengetreten waren.
Aus diesem Grund wurde die CDU ausdrücklich als Union, also als Zusammenschluss aller bürgerlichen Kräfte konzipiert. Auch bedingt durch das Wahlrecht der Bundesrepublik gelang es der Union, im Laufe der folgenden zehn Jahre die anderen bürgerlichen Parteien (außer der FDP) zu integrieren oder zu marginalisieren.
Ulrich von Alemann prägte hierzu die Begriffe Parteienwunder und Wahlwunder.

## Europäisches Parlament
Im Europäischen Parlament sitzen nach der Europawahl 2019 ganze 206 Parteien. Ein System von Fraktionen hilft bei der Arbeit des Europäischen Parlaments.

## Frankreich
Frankreich hat von alters her das Mehrheitswahlsystem mit absoluter Mehrheit, notfalls durch eine Stichwahl im Wahlkreis. (Eine Ausnahme bildete nur die Parlamentswahl von 1986.) In diesem Wahlsystem ist es dennoch möglich, dass eine größere Anzahl von Parteien in das Parlament gelangt. Bei den Parlamentswahlen bilden sich meist ein linker bzw. ein rechter Block, das heißt, die entsprechenden Parteien sprechen sich ab. Nicht zuletzt die Präsidentschaftswahlen tragen zu dieser Einteilung in Links und Rechts bei. In der Folge ist es für eine Partei auch nach den Parlamentswahlen schwierig, bei der Regierungsbildung sich der Links/Rechts-Polarisierung zu entziehen.
In der Mitte hatte seit 1978 längere Zeit das Parteienbündnis bzw. die Partei Union pour la démocratie française die Parteienzersplitterung überwunden. Übrig blieben auf der Rechten die gaullistische Partei, die klassische Regierungspartei, und auf der Linken die sozialistische Partei sowie die Kommunisten. In den Jahren 1998 und vor allem 2007 führten Abspaltungen der UDF wieder zu einer gewissen Neugruppierung und Zersplitterung.

## Niederlande
In den Niederlanden gibt es keine Sperrklausel. Dies erhöht die Parteienvielfalt, nach der Parlamentswahl in den Niederlanden 2021 sitzen 17 Parteien im Niederländischen Parlament.

## Italien

Italiens Parteiensystem im Übergang 1992–1995

In Italien wird traditionell eine Parteienzersplitterung beklagt. So musste die Democrazia Cristiana in den Regierungen, die sie 1945 bis 1993 stellte, bis zu fünf Koalitionspartner aufnehmen, um eine Regierungsmehrheit zu erhalten. Diese Regierungen waren darüber hinaus sehr kurzlebig und hatten im Schnitt eine Lebensdauer von nur zehn Monaten. 1993 wurde daher eine Reform des Wahlrechtes durchgeführt, die die Zahl der Parteien reduzieren sollte. Jedoch verfehlte diese Reform ihr Ziel. Die Parteien blieben erhalten und sicherten über Wahlkreisabsprachen ihr Verbleiben im Parlament.
Nach 1993 ist die DC implodiert und gab Raum für eine größere Anzahl von Parteien in der Mitte oder rechten Mitte, und auch Absplitterungen von der sozialistischen Partei trugen zur Parteienzersplitterung bei. Um 2008/2009 sind (abermals) durch Parteibündnisse und Parteineugründungen auf der linken und der rechten Seite wieder Konzentrationen erkennbar.

## Griechenland
In Griechenland fördert man regierungsfähige Mehrheiten dadurch, dass die jeweils stärkste Partei noch 50 zusätzliche Sitze erhält.

## Schweiz
Die Bundesversammlung ist politisch in Fraktionen und nicht in Parteien gegliedert. Die Mindestgröße einer Fraktion ist 5 Abgeordnete (2 %), wobei in dieser Legislaturperiode die kleinste Fraktion 16 Sitze (6,5 %) hat. Die Schweiz hat eine Parteienvielfalt von 12 Parteien in der 51. Legislaturperiode der Schweizer Bundesversammlung und keine explizite Sperrklausel bei Schweizer Parlamentswahlen.